# 達穆爾大屠殺
達穆爾大屠殺（阿拉伯语：‎）是巴勒斯坦解放組織和闪电突击队於1976年1月20日對居住在黎巴嫩達穆爾鎮的馬龍派基督徒作出的大屠殺，該鎮位於貝魯特通往南黎巴嫩的主要道路上。當日近600名基督徒平民遭巴解組織武裝分子殺戮。

## 經過
1976年1月9日，巴勒斯坦武裝部隊包圍該鎮，切斷水電供應，並禁止紅十字會進入該鎮救助傷病民眾。該鎮於1月13日至15日遭到巴解猛烈轟炸。
1月20日，在法塔赫和闪电突击队的指揮下，巴解組織及其他伊斯蘭原教旨主義武裝分子進入達穆爾鎮，搜捕該鎮基督教平民並處以機關槍掃射，受害者包括婦女、老人及兒童。巴勒斯坦武裝分子隨後炸毀及燒毀了受害者的房屋。該鎮有年輕女性遭到武裝分子輪姦並殺害。遭行刑式處決的平民遭橫屍大街，血肉模糊，數之不盡，其中包括許多遭肢解的屍體及後腦勺近距離中彈的嬰兒屍體。
在大屠殺發生之後的數日後，有巴勒斯坦籍暴徒及自稱當地回教徒的暴徒前往該鎮的基督教墓地褻瀆墳墓，挖掘棺材，並將該鎮已故基督徒居民的骸骨散落在街上。基督教教堂亦遭縱火焚燒，後被掛上法塔赫武裝分子手持AK-47步槍的圖像，以及亞西爾·阿拉法特的肖像。
該次大屠殺是黎巴嫩境內的巴勒斯坦武裝分子對當地基督徒作出的一系列大屠殺的一部分，被英國駐黎巴嫩記者羅伯特·費斯克稱為黎巴嫩內戰中的「第一次種族清洗行為」。

## 後續
該次大屠殺對當地基督徒在黎巴嫩內戰中的立場產生了重大影響。在大屠殺之後，黎巴嫩基督教領導層轉向支持以色列，為1982年黎巴嫩戰爭的導火索之一。
經過該次大屠殺，巴解組織正式在黎巴嫩站穩腳跟；大量巴勒斯坦籍定居者獲安排進駐達穆爾鎮，當地倖存基督教居民則紛紛流亡外地。直至1982年黎巴嫩戰爭爆發，以色列國防軍前來驅逐當地巴解組織，當地在屠殺發生前後流亡的原居民才得以重返家園。

## 兇犯
對於在達穆爾犯下屠殺罪行的武裝分子的確切組成，存在不同的說法。有說法稱，武裝分子由受法塔赫領導的巴勒斯坦解放軍以及其他武裝團體成員組成，包括黎巴嫩穆斯林民兵。另有人認為，並沒有黎巴嫩人參與屠殺，實施暴行的為法塔赫、「解放巴勒斯坦人民陣線」及「解放巴勒斯坦民主陣線」的武裝部隊，以及來自敘利亞、約旦、利比亞、伊朗、巴基斯坦及阿富汗的民兵，亦可能包括日本赤軍分子。有其他來源表明，作出大屠殺的武裝部隊由亞西爾·阿拉法特直接控制，且受敘利亞當局支持。
英國駐黎巴嫩記者羅伯特·費斯克認為，是次屠殺是由巴勒斯坦籍上校賽義德·穆拉加（綽號阿布·穆薩）牽頭作出，後者為巴解組織及法塔赫的高級指揮官。